# جوردن توماس (لاعب كاراتيه)
جوردن توماس (بالإنجليزية: Jordan Thomas)‏ هو لاعب كاراتيه بريطاني، ولد في 10 مارس 1992.

## وصلات خارجية
- جوردن توماس على موقع KarateRec.com (الإنجليزية)
- جوردن توماس على موقع الجمعية الدولية للألعاب العالمية (الإنجليزية)